# Digitaria debilis
Digitaria debilis là một loài thực vật có hoa trong họ Hòa thảo. Loài này được (Desf.) Willd. mô tả khoa học đầu tiên năm 1809.